# Pablo Alfaro
Pablo Alfaro Armengot (* 24. April 1969 in Saragossa) ist ein ehemaliger spanischer Fußballspieler und heutiger -trainer.

## Spielerkarriere
Pablo Alfaro war als aktiver Spieler einer der besten und zuverlässigsten Innenverteidiger der spanischen Primera División. Sein Debüt gab Alfaro für Real Saragossa. Nach drei Jahren wechselte er zur Saison 1992/93 zum FC Barcelona, wo ihm jedoch der ganz große Durchbruch versagt blieb, da er nur bei sieben Saisonspielen auflaufen konnte. Nach der Saison verpflichtete ihn Racing Santander, von denen er 1996 zu Atlético Madrid wechselte, wo er erneut nur zu recht wenigen Einsätzen kam.
Nach Engagements in Mérida und Thessaloniki kam Alfaros größte Zeit als Spieler des FC Sevilla, wo er zum Kultspieler wurde und alle Höhen und Tiefen samt Auf- und Abstieg miterlebte. Seine Karriere ließ Alfaro bei Racing Santander ausklingen. Sein letztes Spiel bestritt er bei der 0:2-Heimniederlage am 38. Spieltag der Saison 2006/07 gegen Betis Sevilla.
Pablo Alfar ist gemeinsam mit Xavi Aguado, der 1988 bis 2003 bei Real Saragossa spielte, und Sergio Ramos von Real Madrid mit 18 Platzverweisen Spitzenreiter bei den Roten Karten in der spanischen Liga (Stand 21. August 2017).

## Trainerkarriere
Nach dem Ende seiner aktiven Laufbahn arbeitete Alfaro zunächst als Scout für seinen früheren Verein FC Sevilla. Im November 2009 erhielt er die Möglichkeit, Cheftrainer des FC Pontevedra in der Segunda División B zu werden. Er erreichte mit seinem Team am Saisonende die Play-offs um den Aufstieg, schied dort aber vorzeitig aus. Zu Beginn der Saison 2010/11 wurde er neuer Trainer von Recreativo Huelva in der Segunda División. Nach nur vier Punkten aus den ersten acht Spielen wurde er im Oktober 2010 wieder entlassen und durch Juan Carlos Ríos ersetzt. Alfaro musste auf sein nächstes Engagement fast zwei Jahre warten. Zur Saison 2012/13 verpflichtete ihn sein früherer Verein CD Leganés als Cheftrainer in der Segunda División B. Er erreichte am Saisonende die Play-offs, verpasste aber den Aufstieg. Anschließend heuerte er im Sommer 2013 bei SD Huesca an, das gerade aus der Segunda División abgestiegen war. Der Klub entließ ihn nach sieben Punkten aus den ersten sieben Spielen im September 2013 wieder. Im Dezember 2014 verpflichtete ihn der FC Marbella als Nachfolger von Jaime Molina. Nach neun Spielen musste er im März 2015 wieder gehen. Zwei Jahre später nahm CD Mirandés in der Segunda División Alfaro unter Vertrag. Er konnte den Abstieg am Ende der Spielzeit 2016/17 nicht mehr verhindern. In der Folgesaison führte er seine Mannschaft zum Gruppensieg in der Segunda División B, scheiterte aber in den Play-offs.